# Балка Малишевська
Балка Малишевська — ландшафтний заказник місцевого значення. Об'єкт розташований на території Запорізького району Запорізької області, 0,6 км на схід від села Малишівка.
Площа — 49 га, статус отриманий у 1998 році.

## Природні особливості
Балка Малишевська в геоморфологічному відношенні є одним із правих відрогів великої правобережної балкової системи — балки Гадючої. По днищу балки протікає струмок, який кілька десятиліть тому було перегороджено дамбою з метою створення ставка. Зараз на його місці утворилось очеретове болото. Струмок влітку місцями висихає. 
Більша частина території заказника вкрита деревно-чагарниковою рослинністю. Її основу складають штучні лісонасадження. У південній частині заказника значну площу займають штучні лісонасадження. У верхів'ях балки і подекуди по її днищу збереглися залишки (2—4 стадії антропогенної дигресії) [байрак|байрачних]] лісів. На місці знищеної [байрак|байрачно]]-лісової рослинності утворилися суходільні луки, які смугами тягнуться по днищу балки. Поміж штучних лісонасаджень на схилах балки збереглася степова рослинність (1—3 стадії дигресії), яка представлена різнотравно-типчаково-ковиловим, лучним і чагарниковим степом.

### Раритетні види та угруповання рослин
На території заказника 9 видів, занесених до Червоної книги України (сон лучний, горицвіт волзький, астрагал понтійський, брандушка різнокольорова, шафран сітчастий, тюльпан дібровний, рястка Буше, ковила волосиста, ковила Лессінга) та 11 видів, занесених до Червоного списку рослин Запорізької області (мигдаль степовий, астрагал пухнастоквітковий, барвінок трав'янистий, дивина лікарська, півники маленькі, зірочки цибулиноносні, белевалія сарматська, гіацинтик блідий, проліска дволиста, проліска сибірська і цибуля подільська).
На території заказника виявлено 3 рослинні угруповання, які занесені до Зеленої книги України, зокрема формації мигдалю степового, ковили волосистої та ковили Лессінга. 

### Раритетні види тварин
На території заказника зареєстровано 5 видів тварин, занесених до Червоної книги України (махаон, ксилокопа звичайна, сколія-гігант, ящірка зелена, полоз жовточеревий).

## Панорами

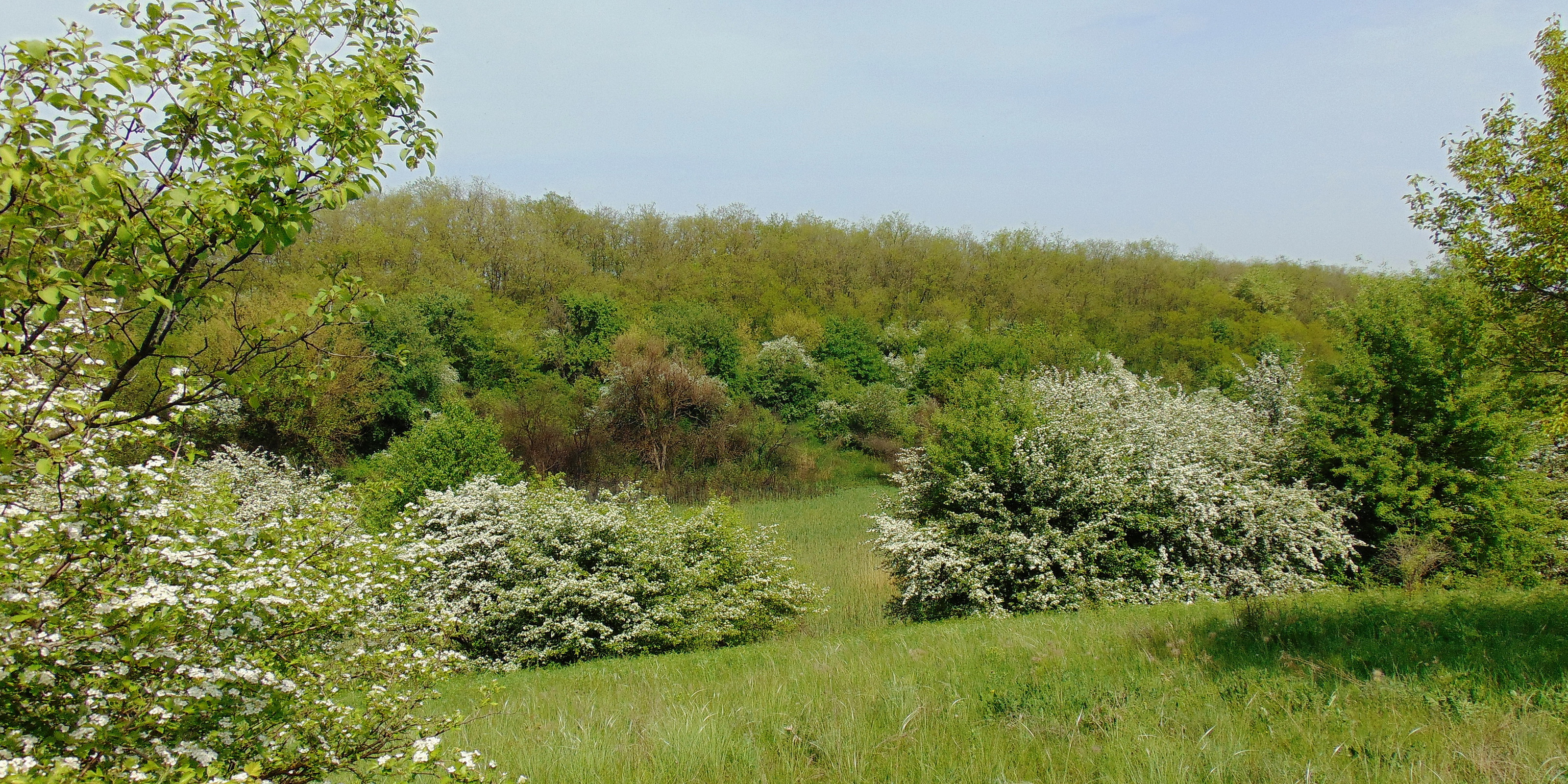
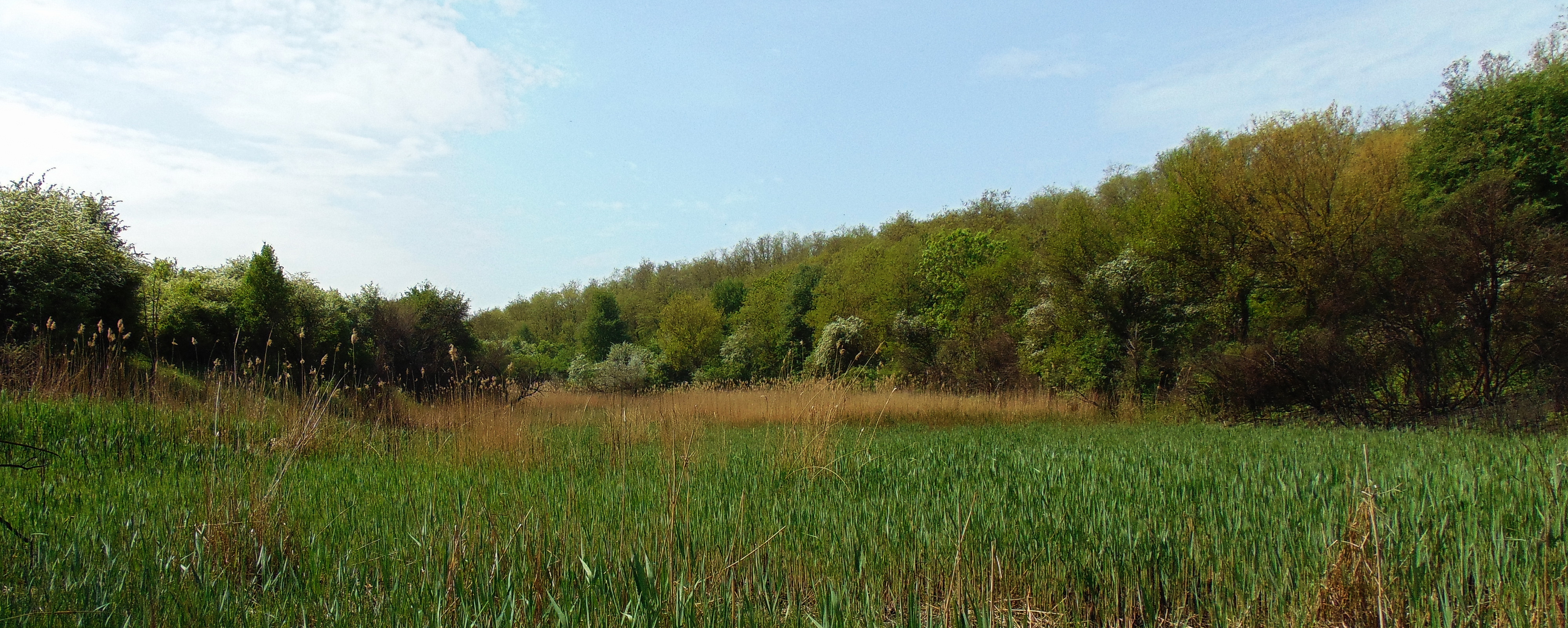

## Галерея

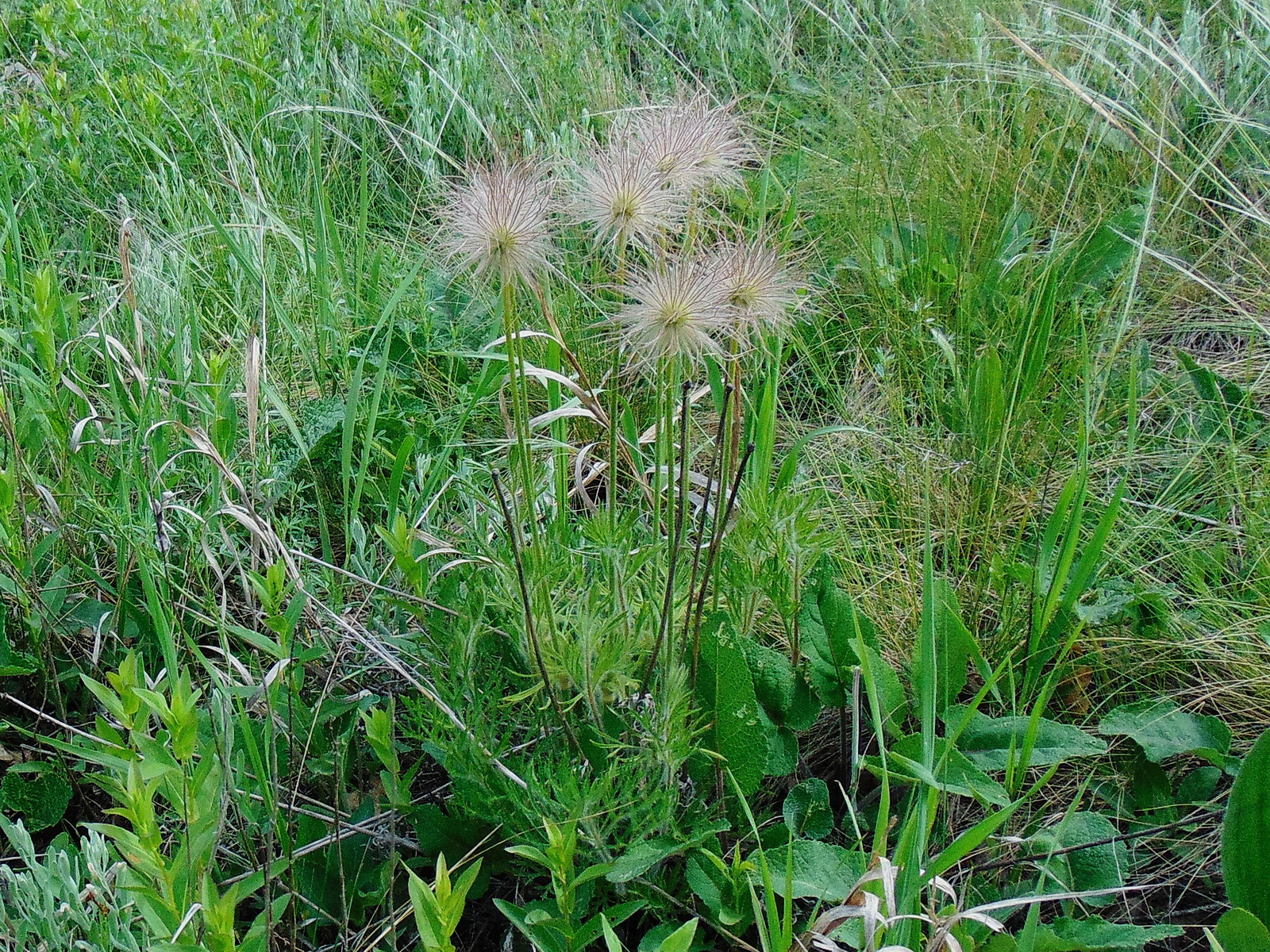
Сон лучний
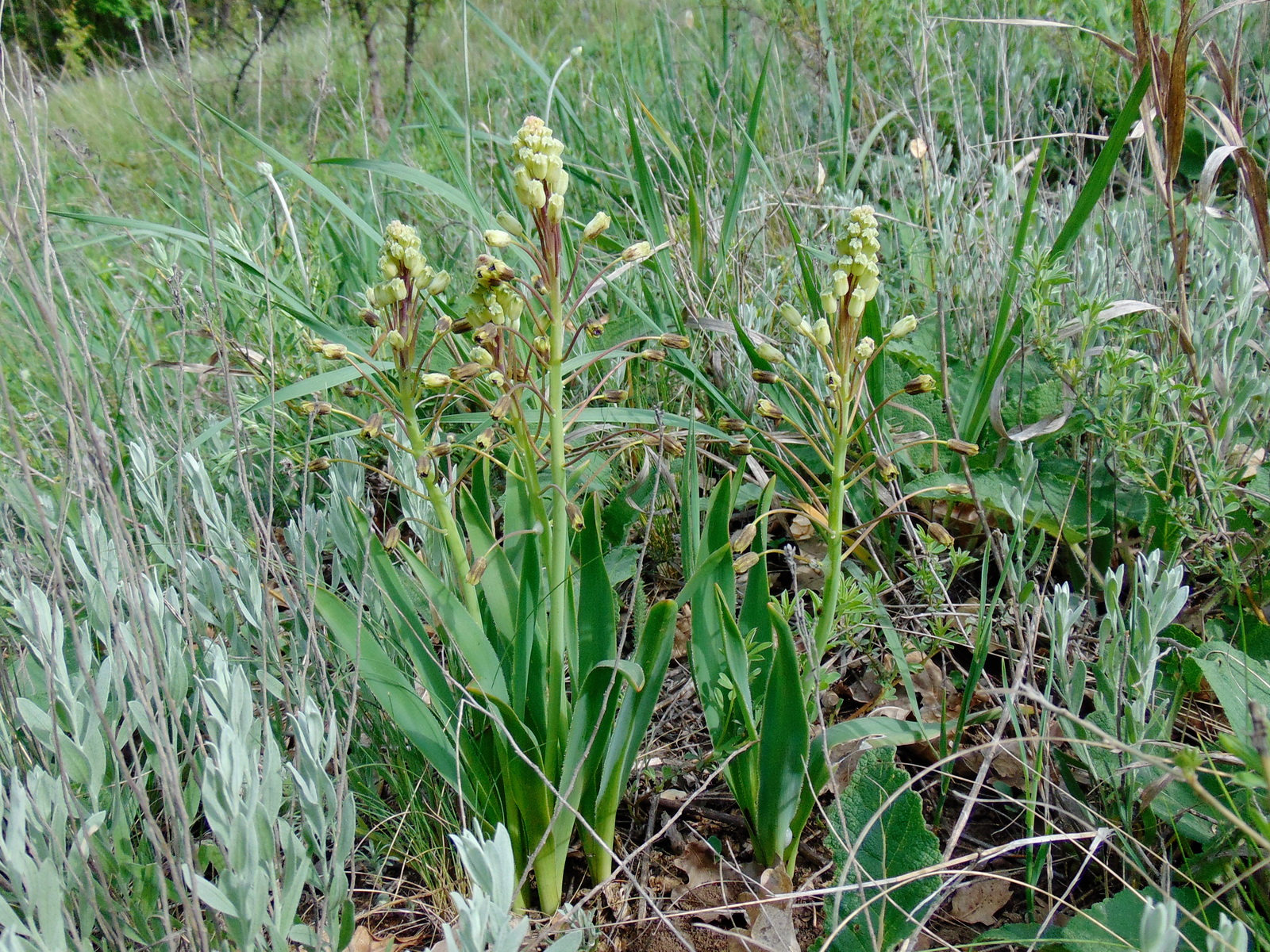
Белевалія сарматська
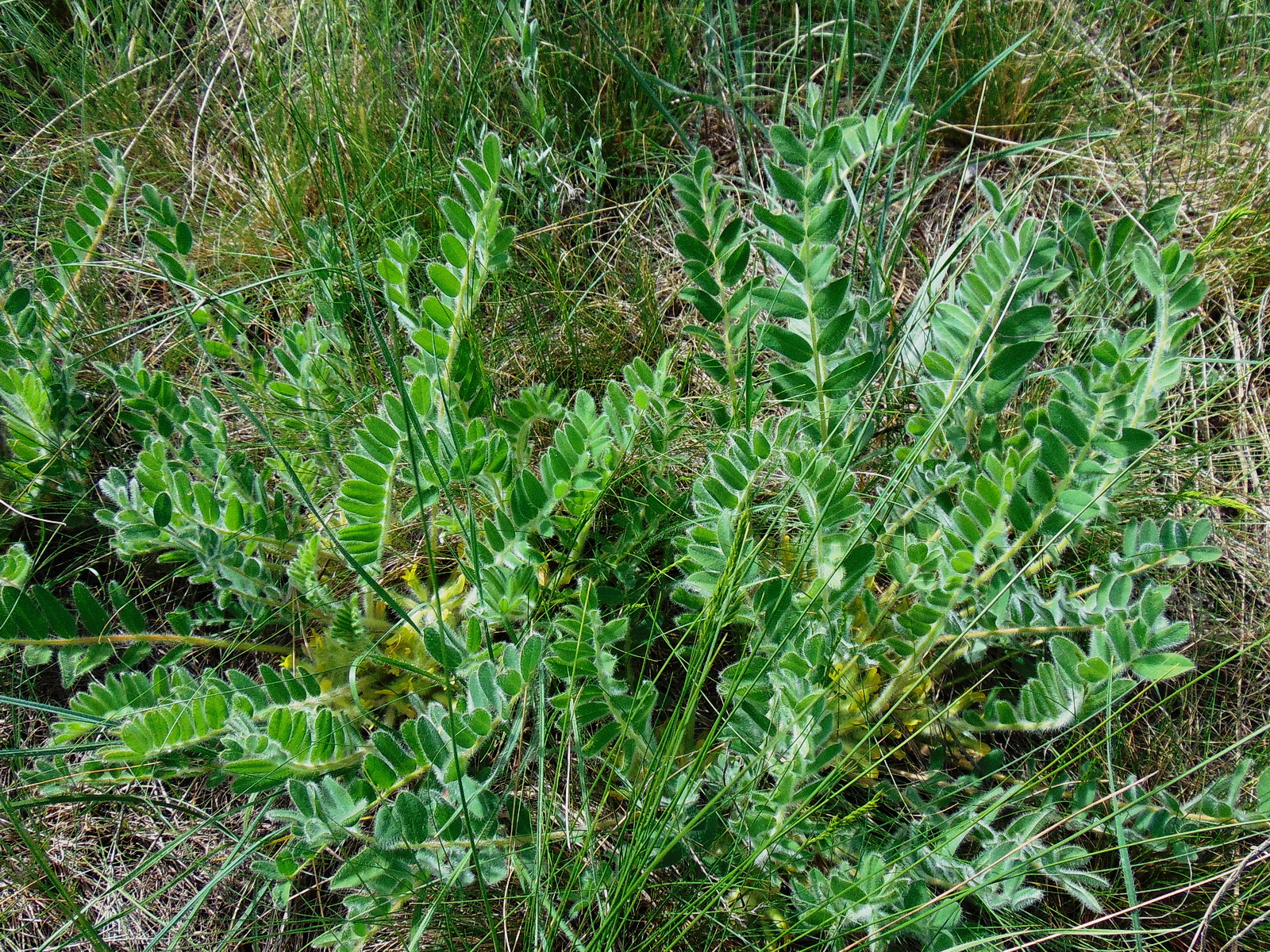
Астрагал пухнастоквітковий
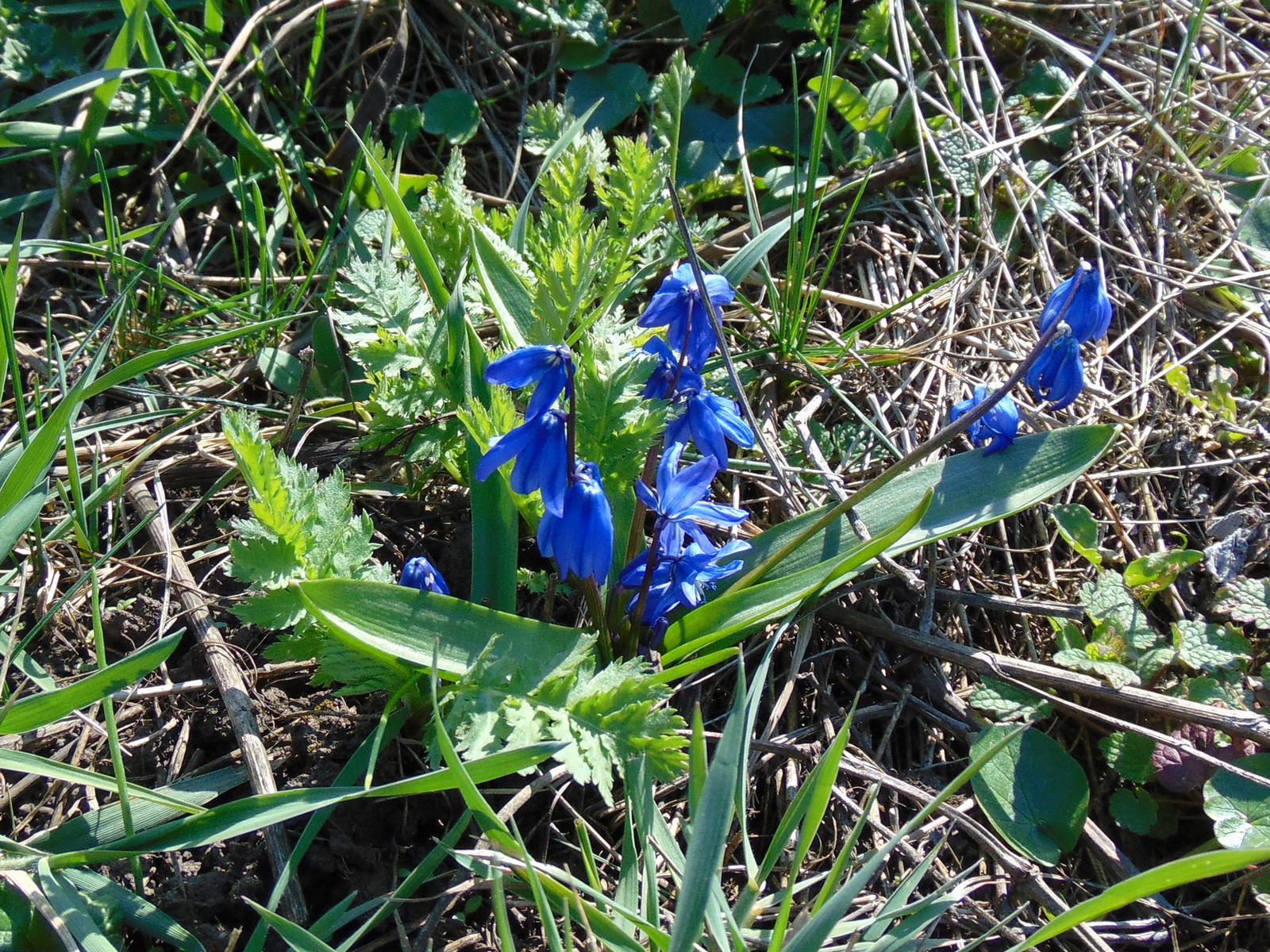
Проліска сибірська
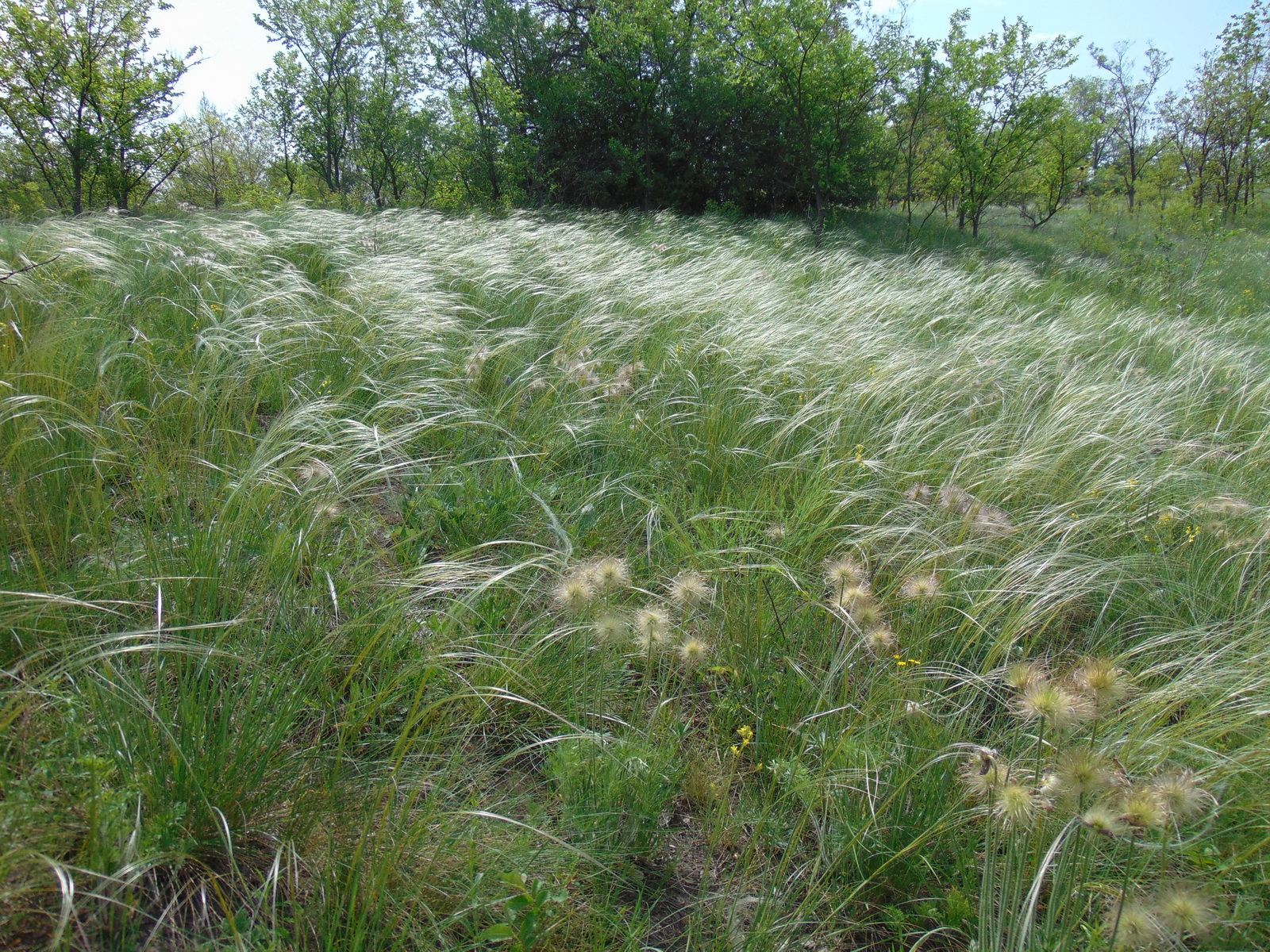
Формація ковили Лессінга
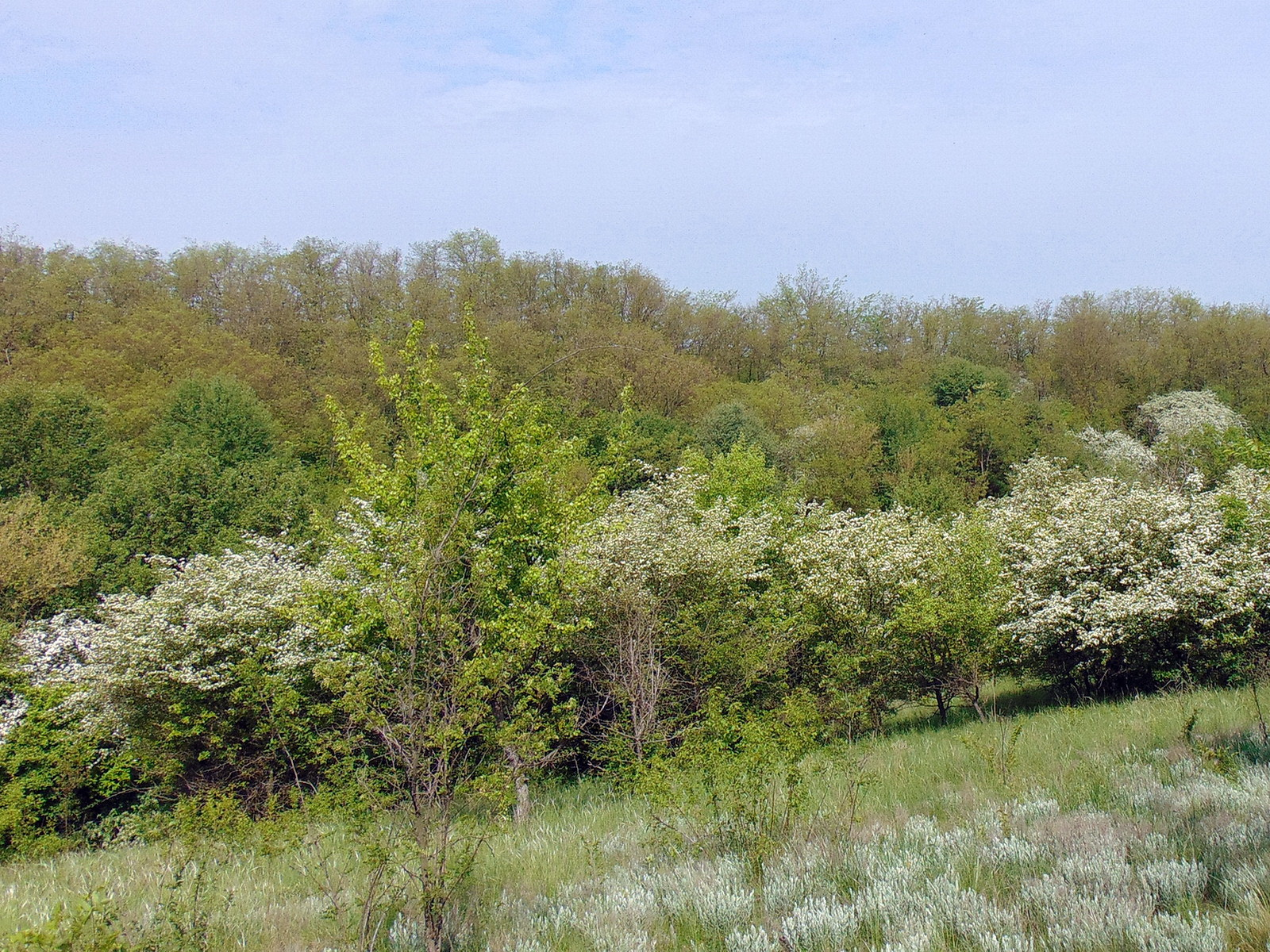
Узлісся байрачного лісу